# Gaz inerte

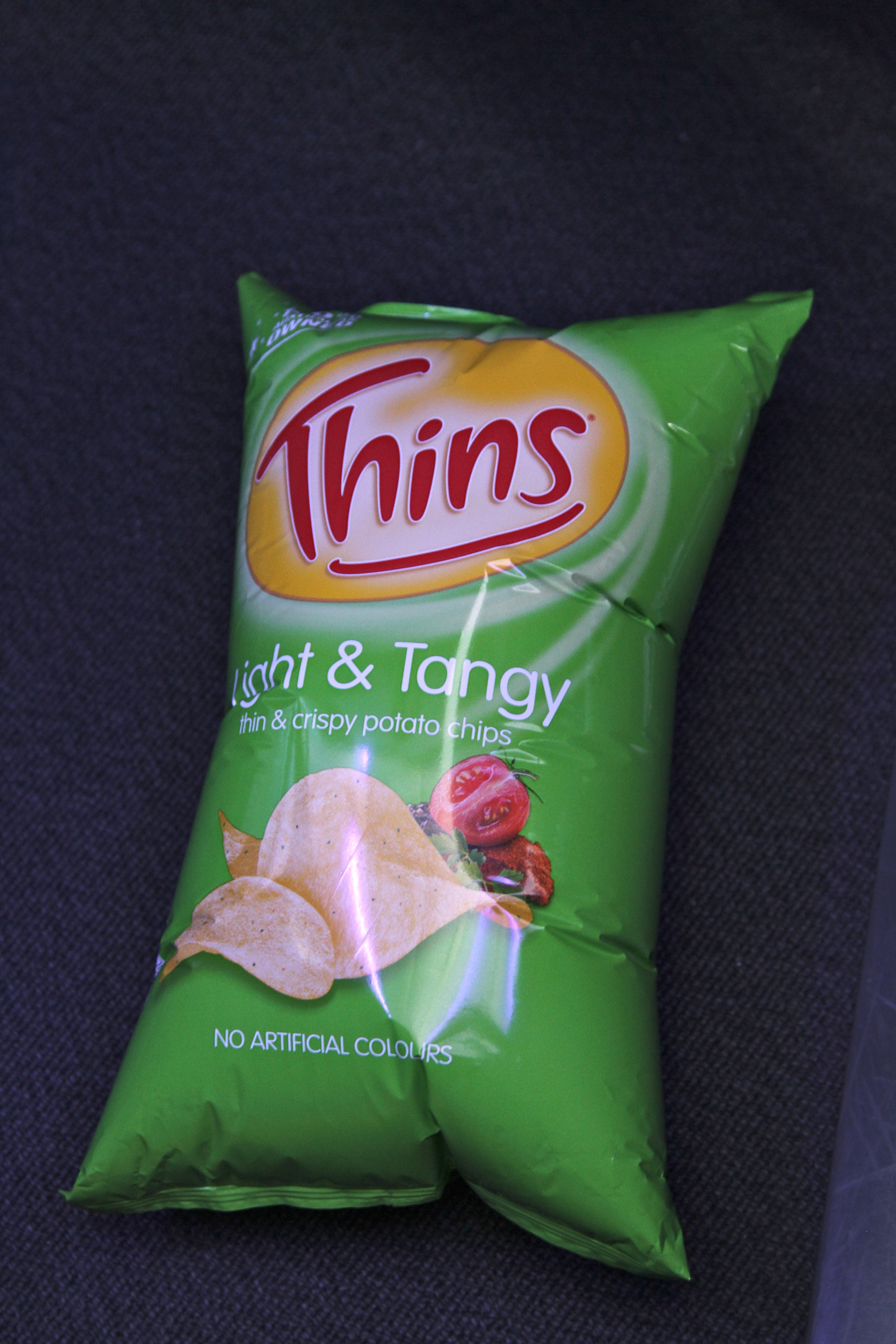
Pour ne pas rancir, les paquets de chips sont remplis d'un gaz inerte.

Un gaz inerte est un gaz qui ne participe à aucune réaction chimique (ou à très peu de réactions chimiques) dans des conditions données, généralement les conditions normales de température et de pression. Le plus souvent, un gaz n'est dit inerte que s'il s'agit d'un ensemble étendu de conditions. Les gaz inertes sont utilisés pour éviter que des réactions chimiques indésirables dégradent un échantillon, notamment des réactions d'oxydation et d'hydrolyse avec l'oxygène et l'humidité de l'air. Les gaz inertes les plus couramment utilisés sont l'azote et l'argon purifiés, en raison de leur forte abondance dans l'air (78,3 % N2, 1 % Ar) et de leur relativement faible coût.
Historiquement, le terme désignait souvent les gaz nobles, qui effectivement ne réagissent qu'avec très peu de substances et dans des conditions très particulières. Ce sont les éléments du groupe 18 du tableau périodique : l'hélium, le néon, l'argon, le krypton, le xénon et le radon, dont la couche de valence a pour configuration ns2np6. Tous ces éléments sont présents dans l'atmosphère sous la forme de gaz monoatomiques incolores, insipides et inodores. Ils présentent de faibles points de fusion et d'ébullition, et ont à la fois une affinité électronique très faible et une énergie d'ionisation très élevée.
Les gaz nobles et l'azote sont des corps simples, mais certains composés chimiques sont aussi des gaz inertes, par exemple l'hexafluorure de soufre SF6. Comme pour les gaz nobles, leur faible réactivité est due au fait que la couche électronique la plus externe est complète.